# Algoritmo de Bellman-Ford
O Algoritmo de Bellman-Ford é um algoritmo de busca de caminho mínimo em um digrafo (grafo orientado ou dirigido) ponderado, ou seja, cujas arestas têm peso, inclusive negativo. O Algoritmo de Dijkstra resolve o mesmo problema, num tempo menor, porém exige que todas as arestas tenham pesos positivos. Portanto, o algoritmo de Bellman-Ford é normalmente usado apenas quando existem arestas de peso negativo.
O algoritmo de Bellman-Ford executa em tempo {\displaystyle O(V\times E)} onde V é o número de vértices e E o número de arestas.

## Pseudocódigo
Assim como o algoritmo de Dijkstra, o algoritmo de Bellman-Ford utiliza a técnica de relaxamento, ou seja, realiza sucessivas aproximações das distâncias até finalmente chegar na solução. A principal diferença entre Dijkstra e Bellman-Ford é que no algoritmo de Dijkstra é utilizada uma fila de prioridades para selecionar os vértices a serem relaxados, enquanto o algoritmo de Bellman-Ford simplesmente relaxa todas as arestas.
```
Bellman_Ford(G,pesos,inicial)
    para todo vertice ∈ V
        λ[vertice] ← ∞
        π[vertice] ← nulo

    λ[inicial] ← 0

    para i de 1 até |V| -1
        para toda aresta = (u,v) ∈ A
            se λ[v] > λ[u] + pesos(u,v) # relaxamento
               λ[v] ← λ[u] + pesos(u,v)
               π[v] ← u

```

G é um grafo no formato G = (V,A), π[v] indica o predecessor de v, λ[v] é o custo de sair da origem e chegar até o vértice v e inicial é o vértice inicial. Após o término do algoritmo, para cada v pertencente aos vértices de G, π[v] → y representa uma aresta selecionada para a árvore geradora mínima (se y ≠ nulo) e, pensando em árvore, λ[v] representa a distância da raiz até o vértice v.

## Exemplo de código

### C++
```
#include
 
<iostream>

#include
 
<vector>

#include
 
<array>

#include
 
<climits>
 // INT_MAX

using
 
namespace
 
std
;

struct
 
Node
 
{

  
int
 
p
 
=
 
-1
;

  
int
 
d
 
=
 
INT_MAX
;

};

using
 
edges_t
 
=
 
vector
<
array
<
int
,
 
2
>>
;

using
 
graph_t
 
=
 
vector
<
edges_t
>
;

// if a function of this type returns true, graph traversal will be interrupted

using
 
edge_cb
 
=
 
bool
(
*
)(
vector
<
Node
>&
,
 
int
,
 
int
,
 
int
);

inline
 
bool
 
isNegativeCycle
(
vector
<
Node
>&
 
nodes
,
 
int
 
u
,
 
int
 
v
,
 
int
 
w
)
 
{

  
return
 
nodes
[
v
].
d
 
>
 
nodes
[
u
].
d
 
+
 
w
;

}

inline
 
bool
 
relaxNode
(
vector
<
Node
>&
 
nodes
,
 
int
 
u
,
 
int
 
v
,
 
int
 
w
)
 
{

  
// Relaxation

  
if
 
(
nodes
[
v
].
d
 
>
 
nodes
[
u
].
d
 
+
 
w
)
 
{

    
nodes
[
v
].
d
 
=
 
nodes
[
u
].
d
 
+
 
w
;

    
nodes
[
v
].
p
 
=
 
u
;

  
}

  
return
 
false
;

}

// returns true if the traversal was successful

bool
 
traverseAllEdges
(
const
 
graph_t
&
 
graph
,
 
vector
<
Node
>&
 
nodes
,
 
edge_cb
 
cb
)
 
{

  
for
 
(
int
 
u
 
=
 
0
;
 
u
 
<
 
graph
.
size
();
 
++
u
)
 
{

    
const
 
edges_t
 
adjacent
 
=
 
graph
[
u
];

    
for
 
(
const
 
auto
&
 
edge
 
:
 
adjacent
)
 
{

      
int
 
v
 
=
 
edge
[
0
];
 
// Adjacent vertex

      
int
 
w
 
=
 
edge
[
1
];
 
// Weight

  

      
if
 
(
cb
(
nodes
,
 
u
,
 
v
,
 
w
))
 
return
 
false
;

    
}

  
}

  
return
 
true
;

}

bool
 
bellmanFord
(
const
 
graph_t
&
 
graph
,
 
int
 
src
,
 
int
 
dst
,
 
vector
<
int
>&
 
path
)
 
{

  
const
 
int
 
len
 
=
 
graph
.
size
();

  
vector
<
Node
>
 
nodes
(
len
);

  

  
// Initialization

  
for
 
(
int
 
i
 
=
 
0
;
 
i
 
<
 
len
;
 
++
i
)
 
{

    
nodes
[
i
]
 
=
 
Node
();

  
}

  

  
nodes
[
src
].
d
 
=
 
0
;

  
for
 
(
int
 
i
 
=
 
0
;
 
i
 
<
 
len
;
 
++
i
)
 
{

    
traverseAllEdges
(
graph
,
 
nodes
,
 
relaxNode
);

  
}

  
// Check for negative-weight cycles

  
// Stop, if such cycles were detected

  
if
 
(
!
traverseAllEdges
(
graph
,
 
nodes
,
 
isNegativeCycle
))
 
return
 
false
;

  
// Construct the path from src to dst

  
path
.
push_back
(
dst
);

  
Node
 
node
 
=
 
nodes
[
dst
];

  
while
 
(
node
.
p
 
!=
 
-1
)
 
{

    
path
.
insert
(
path
.
begin
(),
 
node
.
p
);

    
node
 
=
 
nodes
[
node
.
p
];

  
}
 

  
return
 
true
;

}

int
 
main
()
 
{

  
graph_t
 
graph
(
5
,
 
edges_t
(
3
));

  
graph
[
0
]
 
=
 
{{
1
,
 
6
},
 
{
3
,
 
7
}};

  
graph
[
1
]
 
=
 
{{
2
,
 
5
},
 
{
3
,
 
8
},
 
{
4
,
 
-4
}};

  
graph
[
2
]
 
=
 
{{
1
,
 
-2
}};

  
graph
[
3
]
 
=
 
{{
2
,
 
-3
},
 
{
4
,
 
9
}};

  
graph
[
4
]
 
=
 
{{
0
,
 
2
},
 
{
2
,
 
7
}};

  
vector
<
int
>
 
path
;

  
if
 
(
bellmanFord
(
graph
,
 
0
,
 
2
,
 
path
))
 
{

    
for
 
(
const
 
int
&
 
v
 
:
 
path
)
 
{

      
cout
 
<<
 
v
 
<<
 
' '
;

    
}

  
}
 
else
 
{

      
cout
 
<<
 
"negative cycle detected
\n
"
;

  
}

}

```